# Крассула коралловая
Крассула коралловая (лат. Crassula corallina) – вид суккулентных растений рода Толстянка (Crassula) семейства Толстянковые (Crassulaceae), естественно произрастающий на территории Намибии и Южно-Африканской Республики (Капская провинция и Фри-Стейт).

## Название
Родовое латинское название Crassula происходит от латинского слова crassus, — «толстый», в основном из-за присутствия у растений этого рода сочных листьев.
Видовой латинский эпитет corallina происходит от лат. corallinus — «коралловый», был выбран из-за типичного красноватого цвета, который растение принимает в периоды засухи, в точности похожего на цвет коралла.

## Описание

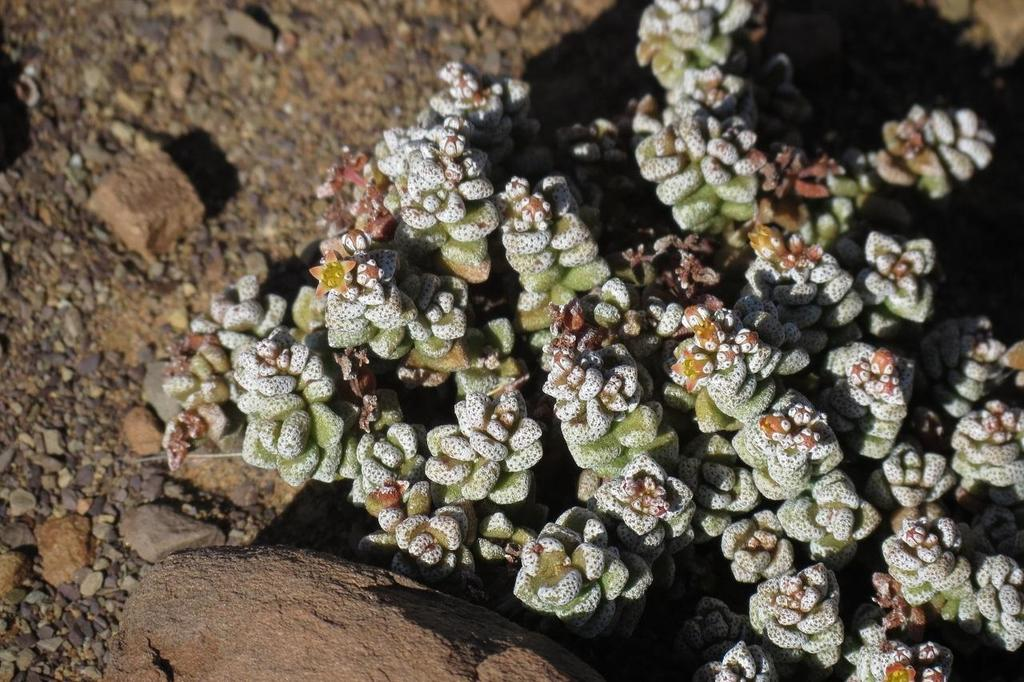
Габитус

Многолетники со ветвистыми стеблями. Диаметр стеблей достигает 8 см, они укореняются в узлах. Главный корень имеет диаметр до 2 мм, не образует клубней. Листья имеют размеры 3–5 x 2–3 мм, они обратнояйцевидные, эллиптические или ромбические. Листовая поверхность бородавчатая с белым восковым налетом, основание клиновидное или субпетильное, а кончик может быть подострым или тупым.
Соцветие верхушечное, дихазиальное, с цветоножками, их количество достигает 5, а цветонос нечеткий. Чашелистики сердцевидные, длиной до 2 мм, тупые. Венчик мочковатый, окрашен в белый или кремовый цвет, лопасти длиной до 3 мм, от продолговатых до обратноланцетных, у основания коротко сросшиеся, а кончики отогнутые. Пыльники окрашены в желтый цвет.
Цитология: 2n = 16, 48.

## Таксономия
Crassula corallina L.f., Suppl. Pl.: 188 (1782).

### Подвиды
Подтвержденные подвиды по данным сайта Plants of the World Online на 2024 год:
- Crassula corallina subsp. corallina
- Crassula corallina subsp. macrorrhiza Toelken